# Armoriale dell'aviazione dell'Esercito italiano
Questa pagina contiene le armi (stemmi e blasonature) delle unità facenti parte dell'Aviazione dell'Esercito Italiano.

## Aviazione dell'Esercito AVES
| Stemma | Unità e blasonatura |
|        | Comando Aviazione dell'Esercito (1997-1999, 2003-) (Ispettorato dell'Aviazione Leggera dell'Esercito ALE, 1962-1993 Ispettorato dell'Aviazione dell'Esercito AVES, 1993-1997 Comando Cavalleria dell'Aria, 2000-2003) D'azzurro, al filetto di bordura d'oro alla teda, posta in palo, fiammeggiante, attraversata da un'aquila, dal volo spiegato, rivoltata, il tutto dell'ultimo. |
|        | Brigata Aviazione dell'Esercito (2006-) (Raggruppamento Cavalleria dell’Aria, 2001-2003 Raggruppamento Aviazione dell’Esercito, 2003-2006) D'azzurro, al filetto di bordura d'oro, alla saetta in banda scorciata, sostenente la teda, posta in palo, fiammeggiante, attraversata da un'aquila, dal volo spiegato, rivoltata, il tutto dell'ultimo. |
|        | Centro Addestrativo dell'Aviazione dell'Esercito (1951, Reparto Aereo di Artiglieria 1952, Centro di addestramento e osservazione aerea di Artiglieria 1957, Centro di addestramento dell'Aviazione Leggera dell'Esercito ALE 1976, Centro dell'Aviazione Leggera dell'Esercito ALE 1993, Centro dell'Aviazione dell'Esercito 2000, Centro della Cavalleria dell'Aria Raggruppamento Cavalleria dell'Aria 2003, Raggruppamento addestrativo dell'Aviazione dell'Esercito AVES ?-, Centro Addestrativo dell'Aviazione dell'Esercito) D'azzurro, alla teda d'oro, posta in palo, fiammeggiante al naturale, attraversata da un'aquila pure al naturale, dal volo spiegato, rivoltata. Ornamenti esteriori: - lo scudo è sormontato dalla corona turrita degli Enti Militari - lista bifida d'oro, svolazzante, collocata sotto la punta dello scudo, incurvata con la concavità rivolta verso l'alto, riportante il motto, in lettere maiuscole di nero: "VOLAT AGILE RAPIDE OBSERVAT" - nastri rappresentativi delle ricompense al Valore: annodati nella parte centrale non visibile della corona turrita, scendenti svolazzanti in sbarra ed in banda dal punto predetto, passando dietro la parte superiore dello scudo: 1 M.O.V.E., 1 M.A.V.C. |
|        | 1º Reggimento AVES "Antares" (1º Raggruppamento Aviazione Leggera dell'Esercito ALE "Antares" 1º Reggimento ALE "Antares" 1º Reggimento AVES "Antares" 1º Reggimento Cavalleria dell'Aria "Antares") D'azzurro, mantellato d'argento, alle quattordici stelle unite, effigianti la costellazione dello Scorpione, d'oro, con la stella Antares, raggiata di otto, in posizione centrale, ravvicinata. Ornamenti esteriori: - lo scudo è sormontato dalla corona turrita degli Enti Militari - lista bifida d'oro, svolazzante, collocata sotto la punta dello scudo, incurvata con la concavità rivolta verso l'alto, riportante il motto, in lettere maiuscole di nero: "PRIMUS NOMINE. FACTISQUE FULGENTIOR" - onorificenza: accollata alla punta dello scudo con l'insegna pendente al centro del nastro con i colori della stessa, la croce di Cavaliere dell'Ordine militare d'Italia - nastro rappresentativo della ricompensa al Valore: annodato nella parte centrale non visibile della corona turrita, scendente svolazzante in sbarra dal punto predetto, passando dietro la parte superiore dello scudo: 1 M.A.V.E. |
|        | 2º Reggimento AVES "Sirio" (2º Reggimento Cavalleria dell'Aria "Sirio") Tagliato: nel primo, d'azzurro, alle sette stelle raggiate di otto raggi, effigianti la costellazione del Cane Maggiore, d'oro, con la stella Sirio, in posizione centrale, ravvicinata; nel secondo, di porpora, al torrione al naturale, murato di nero, visto di spigolo, quadrato, con forte barbacane, privo di merli, munito nel lato volto a sinistra della finestra di nero, nel lato volto a destra di tre finestre, 2, 1, e della porta, esse finestre e porta dello stesso; esso torrione fondato sulla campagna di verde (per Lamezia Terme). Ornamenti esteriori: - lo scudo è sormontato dalla corona turrita degli Enti Militari - lista bifida d'oro, svolazzante, collocata sotto la punta dello scudo, incurvata con la concavità rivolta verso l'alto, riportante il motto, in lettere maiuscole di nero: "PER AEREM USQUE AD METAM" - nastro rappresentativo della ricompensa al Valore: annodato nella parte centrale non visibile della corona turrita, scendente svolazzante in sbarra dal punto predetto, passando dietro la parte superiore dello scudo: 1 M.A.V.E.                                                                              |
|        | 3º Reggimento elicotteri per operazioni speciali AVES "Aldebaran" (3° REOS) (1964-1993, 39º Gruppo squadroni ALE "Drago" 1993-2000, Gruppo Squadroni AVES "Drago" 2002-, 26º Reparto elicotteri per le operazioni speciali (REOS) AVES "Giove" erede del 3º Reggimento AVES “Aldebaran”) Troncato; nel primo, d'azzurro, alla dodici stelle, effigianti la costellazione del Toro, d'oro, con la stella Aldebaran, in posizione centrale, ravvicinata; nel secondo, di rosso, alla daga posta in palo, la punta verso l'alto, accompagna da un volo, il tutto d'argento. Ornamenti esteriori: - lo scudo è sormontato dalla corona turrita degli Enti Militari - lista bifida d'oro, svolazzante, collocata sotto la punta dello scudo, incurvata con la concavità rivolta verso l'alto, riportante il motto, in lettere maiuscole di nero: "DURABO". |
|        | 4º Reggimento AVES "Altair" (4º Raggruppamento ALE "Altair" 4º Reggimento ALE "Altair" 4º Reggimento AVES "Altair" 4º Reggimento Cavalleria dell'Aria "Altair") D'azzurro, al monte all'italiana di sei cime, 1, 2, 3, d'argento, sormontato dalle nove stelle unite, effigianti la costellazione dell'Aquila, d'oro, con la stella Altair, raggiata di otto, in posizione centrale, ravvicinata. Ornamenti esteriori: - lo scudo è sormontato dalla corona turrita degli Enti Militari - lista bifida d'oro, svolazzante, collocata sotto la punta dello scudo, incurvata con la concavità rivolta verso l'alto, riportante il motto, in lettere maiuscole di nero: "NEC ASPERA NEC ARDUA COELA TIMEO" - nastri rappresentativi delle ricompense al Valore: annodati nella parte centrale non visibile della corona turrita, scendenti svolazzanti in sbarra ed in banda dal punto predetto, passando dietro la parte superiore dello scudo: 5 M.A.V.C. N. B. lo stemma riporta erratamente anche il nastro di M.O.V.E. |
|        | 5º Reggimento AVES "Rigel" (5º Raggruppamento ALE "Rigel" 5º Reggimento ALE "Rigel" 5º Reggimento AVES "Rigel" 5º Reggimento Cavalleria dell'Aria "Rigel") D'azzurro calzato d'argento, alla mano d'aquila d'oro, accostata in capo da una parte della costellazione di Orione, di sei stelle unite, d'oro, con la stella Rigel, raggiata di otto, ravvicinata. Ornamenti esteriori: - lo scudo è sormontato dalla corona turrita degli Enti Militari - lista bifida d'oro, svolazzante, collocata sotto la punta dello scudo, incurvata con la concavità rivolta verso l'alto, riportante il motto, in lettere maiuscole di nero: "IL MIO SPIRT ATÓR TI SVOLE" - nastri rappresentativi delle ricompense al Valore: annodati nella parte centrale non visibile della corona turrita, scendenti svolazzanti in sbarra ed in banda dal punto predetto, passando dietro la parte superiore dello scudo: 2 M.A.V.E., 1 M.B.V.E., 1 M.A.V.C. |
|        | 7º Reggimento AVES "Vega" (7º Reggimento Elicotteri d'Attacco "Vega" 7º Reggimento Cavalleria dell'Aria "Vega") D'azzurro, all'aquila dal volo spiegato, sormontata da dieci stelle raggiate di sei, effigianti la costellazione della Lira, con la stella Vega, in posizione centrale, ravvicinata, alla campagna fusata d'oro e di nero. Ornamenti esteriori: - lo scudo è sormontato dalla corona turrita degli Enti Militari - lista bifida d'oro, svolazzante, collocata sotto la punta dello scudo, incurvata con la concavità rivolta verso l'alto, riportante il motto in lettere maiuscole di nero: "SIDERUM VIS" - onorificenza: accollata alla punta dello scudo con l'insegna pendente al centro del nastro con i colori della stessa, la croce di Cavaliere dell'Ordine militare d'Italia - nastro rappresentativo della ricompensa al Valore: annodato nella parte centrale non visibile della corona turrita, scendente svolazzante in sbarra dal punto predetto, passando dietro la parte superiore dello scudo: 1 M.B.V.E. |

## Sostegno AVES
| Stemma | Unità e blasonatura |
|        | 1º Reggimento di Sostegno AVES "Idra" (Reparto Riparazioni Aerei Leggeri dell'Esercito 1º Reparto Riparazioni ALE 1º Reparto Riparazioni AVES 1º Reggimento di Sostegno Cavalleria dell'Aria "Idra") Inquartato: nel primo, d'azzurro, alla corona meccanica dentata, vista in prospettiva, con la dentatura apparente a destra, cimata dal falco, posto di tre quarti, sorante, il tutto d'oro; nel secondo e nel terzo, d'argento pieno; nel quarto, d'azzurro, al braccio destro vestito di verde, con la mano di carnagione, tenente la rosa di rosso, gambuta e fogliata di verde, posta in sbarra (di Bracciano). Ornamenti esteriori: - lo scudo è sormontato dalla corona turrita degli Enti Militari - lista bifida d'oro, svolazzante, collocata sotto la punta dello scudo, incurvata con la concavità rivolta verso l'alto, riportante il motto in lettere maiuscole di nero: "ULTRA NOMEN VIRTUS". |
|        | 2º Reggimento di Sostegno AVES "Orione" (2º Reparto Riparazioni ALE 2º Reparto Riparazioni AVES 2º Reggimento di Sostegno Cavalleria dell'Aria "Orione") Inquartato: nel primo, d'azzurro, alla corona meccanica dentata, vista in prospettiva, con la dentatura apparente a destra, cimata dal falco, posto di tre quarti, sorante, il tutto d'oro; nel secondo e nel terzo, d'argento pieno; nel quarto, inquartato: nel I e IV, d'argento, alla croce di rosso, al capo d''azzurro, carico di tre gigli d'oro, ordinati in fascia ed alternati dai quattro denti di un lambello di rosso, cucito (Capo d'Angiò); nel II e nel III, d'azzurro, alla parola LIBERTAS, in lettere maiuscole d'oro, posta in banda (il tutto, di Bologna). Ornamenti esteriori: - lo scudo è sormontato dalla corona turrita degli Enti Militari - lista bifida d'oro, svolazzante, collocata sotto la punta dello scudo, incurvata con la concavità rivolta verso l'alto, riportante il motto, in lettere maiuscole di nero: "SIC ITUR AD ASTRA". |
|        | 3º Reggimento di Sostegno AVES "Aquila" (3º Reparto Riparazioni ALE 3º Reparto Riparazioni AVES 3º Reggimento di Sostegno Cavalleria dell'Aria "Aquila") Inquartato: nel primo, d'azzurro, alla corona meccanica dentata, vista in prospettiva, con la dentatura apparente a destra, cimata dal falco, posto di tre quarti, sorante, il tutto d'oro; nel secondo e nel terzo, d'argento pieno; nel quarto, partito d'oro e di rosso (di Bergamo). Ornamenti esteriori: - lo scudo è sormontato dalla corona turrita degli Enti Militari - lista bifida d'oro, svolazzante, collocata sotto la punta dello scudo, incurvata con la concavità rivolta verso l'alto, riportante il motto, in lettere maiuscole di nero: "COTIDIE SINE MORA". |
|        | 4º Reggimento di Sostegno AVES "Scorpione" (4º Reparto Riparazioni ALE 4º Reparto Riparazioni AVES 4º Reggimento di Sostegno Cavalleria dell'Aria "Scorpione") Inquartato: nel primo, d'azzurro, al leone illeopardito coronato, d'oro, passante sulla pianura di verde, attraversante il fusto naturale del palmizio di verde, fruttato di due grappoli di datteri, di rosso, nodrito nella pianura, esso leone afferrante con la zampa anteriore destra l'asta di verde della bandiera bifida, di rosso, caricata dalla croce d'argento accantonata da quattro chiavi, dello stesso, poste in palo, con l'ingegno all'insù, e sventolante sopra la chioma del palmizio (di Viterbo); nel secondo e nel terzo, d'argento pieno; nel quarto, d'azzurro, alla corona meccanica dentata, d'oro, vista in prospettiva, con la dentatura apparente a destra, cimata dal falco, posto di tre quarti, sorante, d'argento. Ornamenti esteriori: - lo scudo è sormontato dalla corona turrita degli Enti Militari - lista bifida d'oro, svolazzante, collocata sotto la punta dello scudo, incurvata con la concavità rivolta verso l'alto, riportante il motto, in lettere maiuscole di nero: "RES NON VERBA". |